# Liste der Naturdenkmale in Schönbrunn (Baden)
| Naturdenkmale | Anzahl |
| ------------- | ------ |
| FND           | 0      |
| END           | 11     |
| Gesamt        | 11     |

Die Liste der Naturdenkmale in Schönbrunn nennt die verordneten Naturdenkmale (ND) der im baden-württembergischen Rhein-Neckar-Kreis liegenden Gemeinde Schönbrunn. In Schönbrunn gibt es insgesamt elf als Naturdenkmal geschützte Objekte, keines ist ein flächenhaftes Naturdenkmal (FND), alle sind Einzelgebilde-Naturdenkmale (END).
Stand: 1. November 2016.

## Einzelgebilde (END)
| Name                                            | Bild | Kennung     | Einzelheiten | Position | Fläche Hektar | Datum         |
| ----------------------------------------------- | ---- | ----------- | ------------ | -------- | ------------- | ------------- |
| Hermann-Münz-Eiche                              | BW   | 82260810011 | Schönbrunn   | ⊙        | 0,0           | 26. Feb. 2004 |
| Rotbuche Distr.6, bei Stieleichen               | BW   | 82260810005 | Schönbrunn   | ⊙        | 0,0           | 26. Feb. 2004 |
| Rotbuche Staatswald Abt 6/52                    | BW   | 82260810003 | Schönbrunn   | ⊙        | 0,0           | 26. Feb. 2004 |
| Sommerlinde ehem. Rathaus Haag                  | BW   | 82260810006 | Schönbrunn   | ⊙        | 0,0           | 26. Feb. 2004 |
| Sommerlinde Haag, Gew. Ehegarten                | BW   | 82260810007 | Schönbrunn   | ⊙        | 0,0           | 26. Feb. 2004 |
| Stieleiche Haag, Kirchweg                       | BW   | 82260810009 | Schönbrunn   | ⊙        | 0,0           | 26. Feb. 2004 |
| Stieleiche Verbindungsstr. Haag-Reichartshs.    | BW   | 82260810010 | Schönbrunn   | ⊙        | 0,0           | 26. Feb. 2004 |
| Traubeneiche am Waldrand                        | BW   | 82260810002 | Schönbrunn   | ⊙        | 0,0           | 26. Feb. 2004 |
| Traubeneiche vor evang. Kirche                  | BW   | 82260810001 | Schönbrunn   | ⊙        | 0,0           | 26. Feb. 2004 |
| Winterlinde Unterschönbrunn, beim Lindenbrunnen |      | 82260810008 | Schönbrunn   | ⊙        | 0,0           | 26. Feb. 2004 |
| 2 Stieleichen Distr. 6, Abt. 54                 | BW   | 82260810004 | Schönbrunn   | ⊙        | 0,0           | 26. Feb. 2004 |
| Legende für Naturdenkmal                        |      |             |              |          |               |               |